# Platyrhacus fuscus
Platyrhacus fuscus är en mångfotingart som beskrevs av Brandt. Platyrhacus fuscus ingår i släktet Platyrhacus och familjen Platyrhacidae. Inga underarter finns listade i Catalogue of Life.